# Cendea de Galar
Cendea de Galar (em castelhano) ou Galar Zendea (em basco) é um município da Espanha na província e comunidade foral (autónoma) de Navarra. Tem 41,27 km² de área e em 2021 tinha 2 274 habitantes (densidade: 55,1 hab./km²).

## Demografia
| Variação demográfica do município entre 1991 e 2004 | Variação demográfica do município entre 1991 e 2004 | Variação demográfica do município entre 1991 e 2004 | Variação demográfica do município entre 1991 e 2004 |
| --------------------------------------------------- | --------------------------------------------------- | --------------------------------------------------- | --------------------------------------------------- |
| 1991                                                | 1996                                                | 2001                                                | 2004                                                |
| 3145                                                | 1032                                                | 1273                                                | 1342                                                |

1. 1 2  «Cifras oficiales de población resultantes de la revisión del Padrón municipal a 1 de enero» (ZIP). www.ine.es (em espanhol). Instituto Nacional de Estatística de Espanha. Consultado em 19 de abril de 2022